# Can't Buy Me Love (serie de televisión)
Can't Buy Me Love es una telenovela filipina producida por Star Creatives para ABS-CBN, entre 2023 y 2024. Se estrenó a través de Kapamilya Channel el 16 de octubre de 2023 en sustitución de The Iron Heart, y finalizó el 10 de mayo de 2024 siendo reemplazado por High Street.
Está protagonizada por Donny Pangilinan y Belle Mariano.

## Trama
Cuando un joven pobre queda atrapado en una complot mortal contra una mujer rica, paga un costo devastador para liberarla — creando una deuda que los une.

## Elenco

### Principales
- Donny Pangilinan como Bingo Mariano[6]
  - Jeremiah Cruz interpretó a Bingo de niño
- Belle Mariano como Caroline Tiu[6]
  - Chastity Dizon interpretó a Caroline de niña
- Nova Villa como Salvacion "Abuela Nene" Rivera[6]
- Rowell Santiago como Wilson Tiu[6]
- Agot Isidro como Cindy Young de Tiu[6]
- Ruffa Gutierrez como Gina Tan[6]
- Ina Raymundo como Annie Pedrosa de Mariano / Annie Pedrosa de Al Jufalli
- Maris Racal como Irene Tiu[6]
  - Althea Ruedas interpretó a Irene de niña
- Kaila Estrada como Bettina Tiu[6]
  - Jana Agoncillo interpretó a Bettina de niña
- Albie Casino como Charleston Tiu[6]
- Anthony Jennings como Snoop Manansala
- Joao Constancia como Carlo Tiu[6]
  - Robbie Wachtel interpretó a Carlo de niño
- Darren Espanto como Stephen Tanhueco[6]
- Celeste Legaspi como Catherine "Cathy" Chang

### Recurrentes e invitados especiales
- Shaina Magdayao como Divine Almazan[6]
- Bernard Palanca como Ronald Mariano
- Ronnie Lazaro como Abalos "Balong" Pelonio
- Ketchup Eusebio como Ramoncito "Monching" Rivera[6]
- Enzo Pineda como Edward Liao
- Vivoree Esclito como Pandora "Dara" dela Cruz[6]
- Karina Bautista como Bougie Dimaranan[6]
- Chie Filomeno como Jersey Lim[6]
- Rhen Escaño como Olivia "Liv" Almario
- Alora Sasam como Bierna[6]
- Hyubs Azarcon como Valentin "Kap Tin" de Jesus[6]
- Kakai Bautista como Yaya Ikay
- Katya Santos como Edna
- Alwyn Uytingco como Jared
- Alex Medina como Felix Pelonio
- Bodjie Pascua como Albert Liao
- Igi Boy Flores como Neco
- Matt Evans como Emong
- Anna Luna como Kida
- Mitch Valdez como Prudencia
- Frenchie Dy como Pepper
- Cheska Inigo como Thea
- Olive Isidro como Phoebe
- Karl Gabriel como Bob
- Gello Marquez como Koriks
- Tart Carlos como Pato
- Shanaia Gomez como Kara
- Jay Gonzaga como Jaime de Guzman
- Emmanuelle Vera como Geline
- Jake Ejercito como Aldrich Co
- Cris Villanueva como Gilbert "Ibe" Bautista
- Aya Fernandez como Carissa
- Freddie Webb como John Capistrano
- Pewee O' Hara como Lyn
- Raul Montesa como Tony Alumahan
- Floyd Tena como Philip San Diego
- Kuya Manzano como Ahmed Al Jufalli
- Luis Manzano
- Ayen Munji-Laurel as Charry Tanhueco
- Audie Gemora como Brian Tanhueco

## Producción
El rodaje de la telenovela inició el 1 de agosto de 2023.